# Organic (álbum)
Organic es el decimoquinto álbum de estudio del músico británico Joe Cocker, publicado por la compañía discográfica 550 Music en octubre de 1996. El álbum, producido por Don Was, incluyó regrabaciones de su catálogo musical como «Delta Lady» y «You Are So Beautiful», así como versiones de otros artistas como «Into the Mystic» de Van Morrison y «Sail Away» de Randy Newman. Alcanzó el puesto 49 en la lista británica UK Albums Chart y llegó al top 5 en países como Austria y Alemania.

## Lista de canciones
1. "Into the Mystic" – 3:31 (Van Morrison)
2. "Bye Bye Blackbird" – 3:31 (Morton Dixon, Ray Henderson)
3. "Delta Lady" – 3:16 (Leon Russell)
4. "Heart Full of Rain" – 4:48 (Michael Dan Ehmig, Tony Joe White)
5. "Don't Let Me Be Misunderstood" – 3:52 (Bennie Benjamin, Gloria Caldwell, Sol Marcus)
6. "Many Rivers to Cross" – 4:23 (Jimmy Cliff)
7. "High Lonesome Blue" – 4:10 (Cocker/White)
8. "Sail Away" – 3:00 (Randy Newman)
9. "You and I" – 4:35 (Stevie Wonder)
10. "Darling Be Home Soon" – 4:11 (John Sebastian)
11. "Dignity" – 3:13 (Bob Dylan)
12. "You Can Leave Your Hat On" – 3:46 (Newman)
13. "You Are So Beautiful" – 2:43 (Bruce Fisher, Billy Preston)
14. "Can't Find My Way Home" – 3:53 (Steve Winwood)
15. "Human Touch" – 3:46 (Bruce Springsteen)
16. "Anybody Seen My Girl" – 3:02 (Kevin Moore)
17. "Something" – 3:18 (George Harrison)

## Personal
- Joe Cocker – voz
- Dean Parks – guitarra, guitarra acústica
- Johnny Lee Schell – guitarra
- Tony Joe White – guitarra y armónica
- James Hutchinson – bajo
- Darryl Jones – bajo
- Jamie Muhoberac – sintetizador y órgano Hammond
- Randy Newman – piano
- Billy Preston – órgano Hammond
- Chris Stainton – piano, órgano y Wurlitzer
- Greg Leisz – dobro
- Suzie Katayama – acordeón y chelo
- Rudy Stein – chelo
- Denyse Buffum – viola
- Evan Wilson – viola
- Peter Kent – violín
- Sid Page – violín
- Kenny Aronoff – batería y percusión
- Jim Keltner – batería y percusión
- Joe Porcaro – percusión
- Merry Clayton – coros
- Portia Griffin – coros
- Maxine Sharp – coros
- Myrna Smith – coros

## Posición en listas
| País          | Lista                 | Posición |
| ------------- | --------------------- | -------- |
| Alemania      | Media Control Charts  | 5        |
| Austria       | Austrian Albums Chart | 4        |
| Noruega       | VG-lista Albums Chart | 25       |
| Nueva Zelanda | Recorded Music NZ     | 29       |
| Países Bajos  | Dutch Top 40          | 15       |
| Reino Unido   | UK Albums Chart       | 49       |
| Suecia        | Swedish Albums Chart  | 35       |
| Suiza         | Swiss Albums Chart    | 8        |

| Sencillo                        | País        | Lista            | Posición |
| ------------------------------- | ----------- | ---------------- | -------- |
| «Don't Let Me Be Misunderstood» | Reino Unido | UK Singles Chart | 56       |